# Concord (relojes)
Concord Watch Company es una empresa suiza de artículos de lujo que forma parte del grupo Movado, dedicada a producir y distribuir relojes de las marcas Movado, Ebel, Coach y Hgo Boss. Fundada en 1908, Concord fue adquirida en 1970 por la North American Watch Company, que también distribuía las líneas de relojes Piaget y Corum. Desde finales de la década de 1970 hasta finales de la de 1980, Concord produjo relojes de cuarzo de lujo. Los modelos emblemáticos de cuarzo, como el Concord Centurion y el Concord Delirium, oscilaban entre los 2.000 y los 20.000 dólares, superando el precio de los relojes de pulsera automáticos básicos de Rolex, Cartier y Omega. En la década de 1990, los relojes Concord pasaron de moda y se volvieron obsoletos en medio del cambio de marca de la empresa. Aunque la marca sigue existiendo hoy en día, nunca recuperó su posición en el mercado ni la visibilidad que alguna vez tuvo.

## Historia
Fundada en 1908 en Biena, Suiza, la marca fue creada para diseñar relojes teniendo en mente el mercado estadounidense. Concord ha realizado varias innovaciones en su historia, como ser uno de los primeros relojes de lujo de "marca privada" en incorporar metales preciosos y gemas en sus relojes. También fue la primera empresa en fabricar un reloj de pulsera con monedas.
En 1915, Concord comenzó a trabajar con empresas como Van Cleef & Arpels, Tiffany y Cartier para proporcionarles relojes de alta calidad hechos de metales preciosos y gemas. En 1942, el presidente Harry Truman regaló relojes Concord a Stalin y Churchill durante las conversaciones de paz de la Segunda Guerra Mundial, consolidando su posición como un reloj de lujo líder.
La North American Watch Company, dirigida por el empresario de origen cubano Gedalio Grinberg, compró Concord en 1970. Si bien la empresa tuvo dificultades al principio, se transformó en una firma de relojes de cuarzo de lujo y durante la crisis del cuarzo logró una gran participación de mercado a pesar de la presencia de otros competidores como Rolex. En la década de 1980, los relojes Concord se convirtieron en algunos de los relojes más reconocidos en el mercado estadounidense de relojes de lujo, y registraron ventas masivas en tiendas de lujo en todo el continente americano. Si bien la mayoría de los fabricantes de relojes suizos estaban en problemas financieros debido a la crisis del cuarzo, Concord aprovechó la situación para producir algunos de los relojes de cuarzo más caros del mercado. A principios de los años 1980, la North American Watch Company tenía el mayor presupuesto publicitario de cualquier empresa de relojes suiza, gastando más de 14 millones de dólares anuales para atraer el patrocinio de celebridades como Jimmy Connors, Björn Borg, Joe Montana, Tom Landry y Martha Graham en publicaciones tan caras como New York, Texas Monthly, Architectural Digest, Town and Country y Business Week mientras aparecían en programas de televisión como Miami Vice, Los ángeles de Charlie, The Love Boat, Dinastía y Hill Street Blues.

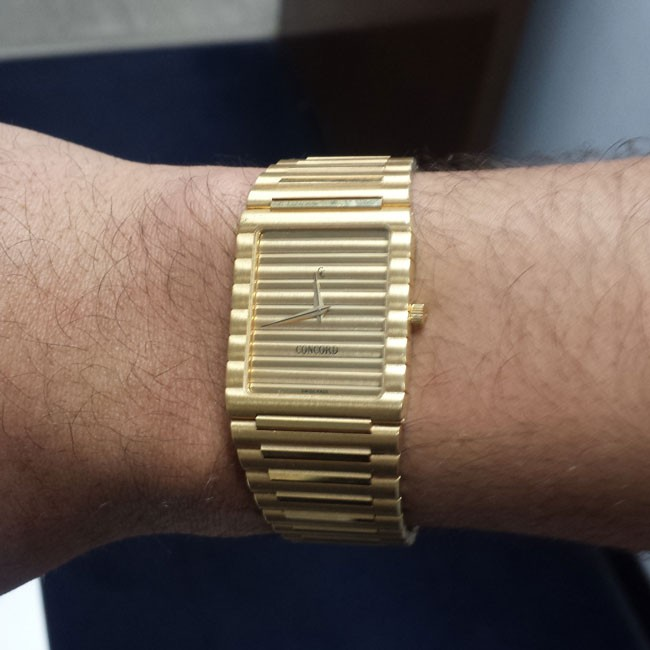
Un ejemplo de un reloj de cuarzo Concord Centurion de 18 quilates. El precio anunciado en la revista New York Magazine en diciembre de 1982 era de 7950 dólares estadounidenses

En 1979, tuvo un gran avance con el lanzamiento del reloj Delirium, que era el reloj más delgado jamás fabricado en ese momento con 1,98 mm de grosor. Posteriormente, se introdujo el Delirium 2, que era aún más delgado con un espesor de 1,5 mm. Otro reloj notable fue el Concord Centurion, un reloj deportivo ultrafino presentado en 1979 que se parecía al Piaget Polo, este último considerado el reloj de lujo de producción en masa más caro.
En la década de 1990, los relojes Concord comenzaron a desaparecer cuando la crisis del cuarzo llegó a su fin y el estilo audaz de Concord quedó pasado de moda. Además de ser la empresa matriz de Concord, la North American Watch Company buscó centrarse más en relojes de gama media y alta adecuados para los estadounidenses de clase media, en lugar de relojes de lujo para unos pocos compradores selectos. La empresa sufrió un revés cuando, en 1996, la North American Watch Company cambió su nombre a Movado, una empresa de relojes de gama media que había sido comprada en 1984 por la propia North American Watch Company. Esto privó a la empresa de su marca exclusiva de relojes de lujo. En 2004 se produjeron más turbulencias cuando Movado compró el fabricante de relojes de lujo suizo Ebel, que atravesaba dificultades financieras, lo que provocó que la marca Concord fuera relegada en favor de la nueva adquisición.
En 2007, la empresa realizó un cambio drástico en su visión. Cerró la mayoría de sus concesionarios existentes, ya que las ventas lentas y la falta de un mercado específico crearon un enorme mercado gris que dañó la reputación de la empresa. El lanzamiento del C1 fue muy publicitado y estaba dirigido al siempre popular mercado deportivo de lujo. El estilo y el precio se diseñaron para competir con relojes como Panerai, Audemars Piguet y Hublot. Con solo un par de cientos de distribuidores en todo el mundo, Concord esperaba un gran relanzamiento en el sector del lujo. En 2008, los precios de sus relojes oscilaban entre los 3500 y 30 000 dólares.
En 2008, Concord creó dos nuevas piezas C1. El C1 Worldtimer y el C1 Gravity Tourbillion. Este último ganó el prestigioso "Grand Prix d'Horlogerie de Geneve" como "Mejor diseño del año 2008". Quedaba por ver si este logro reconduciría a la firma a un éxito duradero.
En 2009, Alex Grinberg fue nombrado director general mundial de Concord.

## Colección principal
Antes de 1996

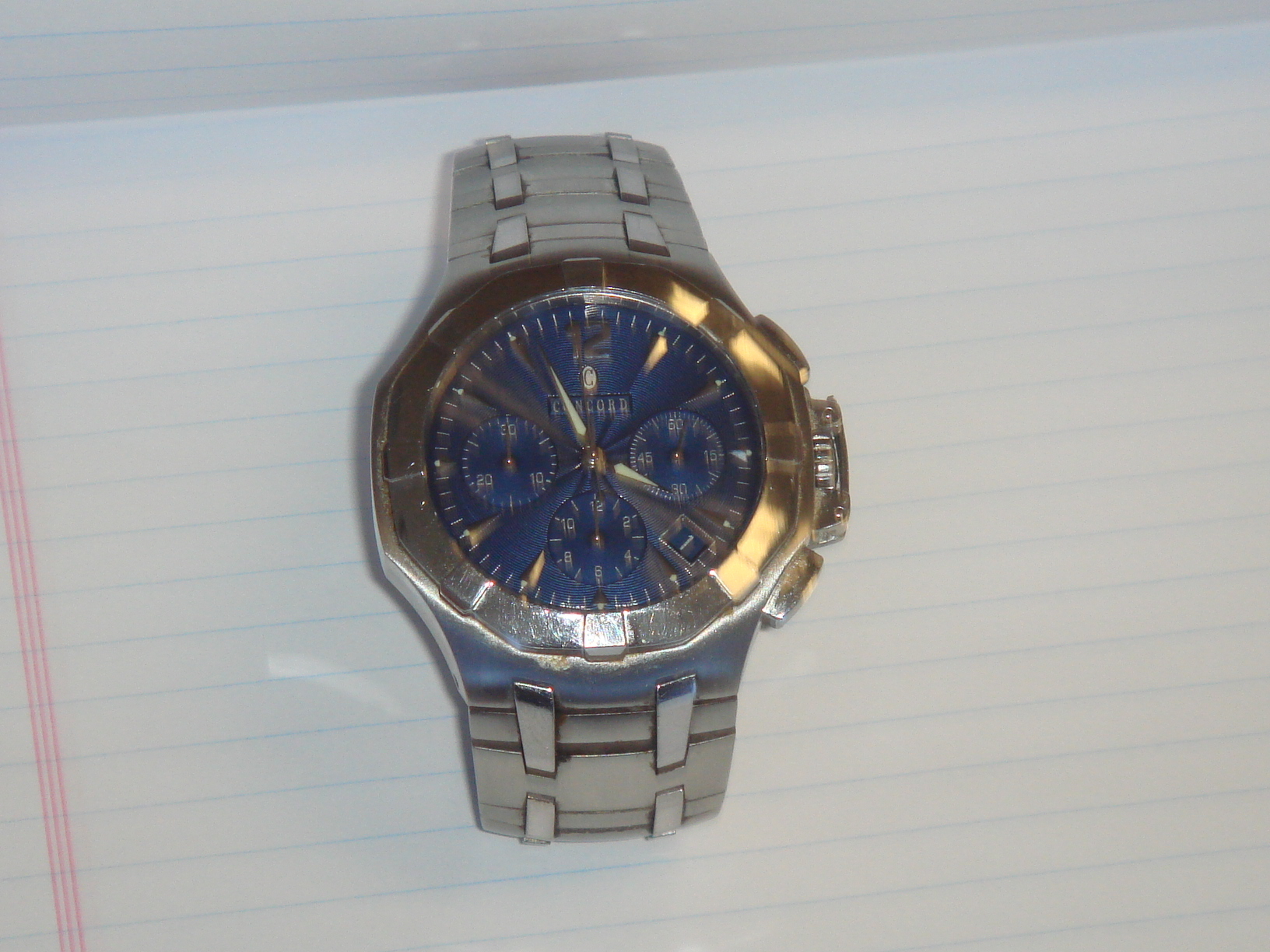
Classic Concord

- La Costa: reloj de vestir de lujo. Oro de 18 quilates u oro de 18 quilates con acero inoxidable, parcialmente con esfera Tiffany. Competencia en estilo, precio y diseño con los relojes Santos de Cartier.
- Centurion: reloj deportivo de lujo: oro de 18 quilates con acero inoxidable.
- Delirium: reloj de vestir de cuarzo ultrafino: cuero, 18 quilates, a menudo con diamantes.
- Mariner: reloj deportivo.

1996-2007
- La Scala: reloj contemporáneo de lujo.
- Saratoga: reloj deportivo de lujo.

A partir de 2007
- Mariner: rediseño de su icónica línea Mariner de los años 80 en versiones clásicas o de buceo.
- Serie C (C1 y C2): reloj deportivo de lujo de gran tamaño. Esta es la base de toda la nueva colección. Todos los nuevos modelos giran en torno a este diseño de caja base.